# Handebol nos Jogos Olímpicos de Verão de 2016
As competições de handebol nos Jogos Olímpicos de Verão de 2016, no Rio de Janeiro, Brasil, foram disputadas entre 6 e 21 de agosto de 2016, na Arena do Futuro, no Parque Olímpico da Barra, na Barra da Tijuca. Doze equipes masculinas e doze femininas disputaram as medalhas. Cada equipe contou com quatorze jogadores, portanto 168 atletas estiveram envolvidos em cada uma das competições.
O handebol como é jogado na atualidade foi desenvolvido na Europa (Escandinávia e Alemanha) no início do século XX. Até 1966, havia duas formas de handebol, de campo (com onze jogadores, em um campo de futebol) e de quadra, e a primeira competição de nível mundial ocorreu nos Jogos Olímpicos de Berlim, em 1936, dois anos antes do primeiro campeonato mundial de campo, na Alemanha, em 1938. Após essa aparição isolada e um retorno em Helsinque, em 1952, com uma única partida de demonstração, somente nos Jogos Olímpicos de 1972, em Munique, o esporte foi definitivamente introduzido no programa olímpico, somente no masculino. O torneio feminino foi incluído em Montreal, em 1976.

## Eventos
Dois eventos foram disputados:
- Torneio masculino (12 equipes)
- Torneio feminino (12 equipes)

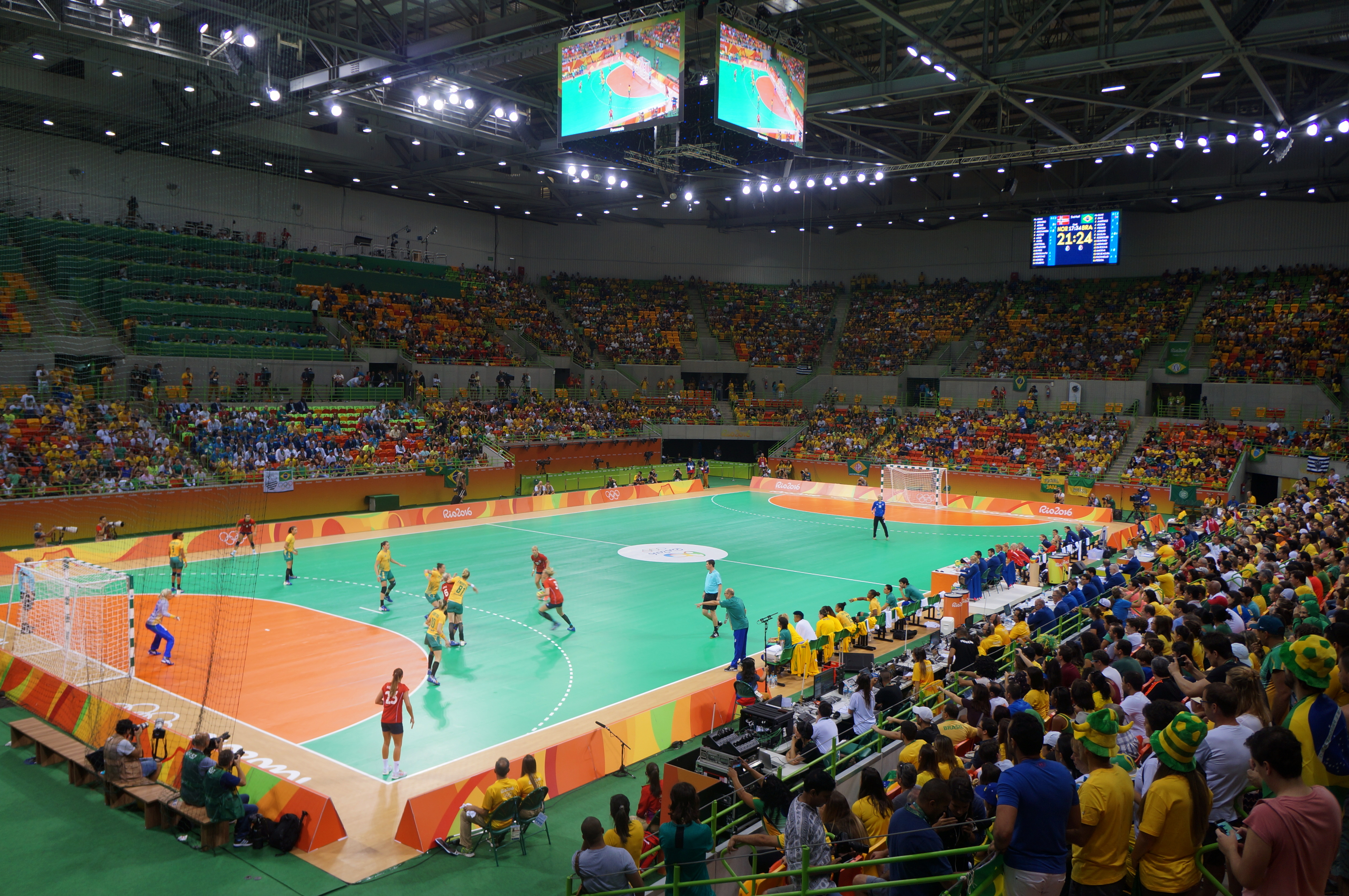
A Arena do Futuro sediou os torneios de handebol.

Os dois torneios têm os mesmos formato e regras. Inicia-se com uma fase preliminar com dois grupos de seis equipes, em que todos do grupo se enfrentam. Nesta fase as partidas podem terminar empatadas e o vencedor ganha dois pontos, enquanto que as equipes que empatarem somam um ponto cada. As quatro melhores equipes em cada grupo seguem para as quartas de final.
A partir das quartas de final a competição é no sistema eliminatório direto (mata-mata), com uma única partida, em que o vencedor segue para a próxima fase. Os vencedores da semifinal disputam a medalha de ouro e os perdedores disputam a medalha de bronze. As partidas têm duração de dois tempos de trinta minutos e, a partir das quartas de final, em caso de empate uma prorrogação de dois tempos de cinco minutos. Se o empate persistir há uma disputa de tiro de sete metros, com as equipes se alternando até desempatar.

## Qualificação
Cada Comitê Olímpico Nacional (CON) pode inscrever uma equipe no masculino e uma no feminino, com base no Campeonato Mundial de 2015, campeonatos continentais e torneios pré-olímpicos previamente definidos pelas federações de handebol. Estavam em disputa 12 vagas em cada torneio, no total de 24 equipes.
Como país-sede, o Brasil teve garantida a vaga para ambos os torneios, caso viesse a se classificar para uma vaga em um dos torneios qualificatórios, a vaga seria repassada ao próximo classificado no próprio torneio.
Masculino
| Torneio                          | Data                                 | Sede      | Vagas | Classificados       |
| -------------------------------- | ------------------------------------ | --------- | ----- | ------------------- |
| País-sede                        | –                                    | –         | 1     | Brasil              |
| Campeonato Mundial de 2015       | 15 de janeiro–1 de fevereiro de 2015 | Catar     | 1     | França              |
| Jogos Pan-Americanos de 2015     | 16–25 de julho de 2015               | Canadá    | 1     | Argentina           |
| Copa das Nações Africanas 2016   | 21–30 de janeiro de 2016             | Egito     | 1     | Egito               |
| Campeonato Europeu de 2016       | 15–31 de janeiro de 2016             | Polónia   | 1     | Alemanha            |
| Torneio Pré-Olímpico Asiático    | 14– 27 de novembro de 2015           | Catar     | 1     | Catar               |
| Torneio Pré-Olímpico Mundial I   | 8–10 de abril de 2016                | Polónia   | 2     | Polônia · Tunísia   |
| Torneio Pré-Olímpico Mundial II  | 8–10 de abril de 2016                | Suécia    | 2     | Suécia · Eslovênia  |
| Torneio Pré-Olímpico Mundial III | 8–10 de abril de 2016                | Dinamarca | 2     | Dinamarca · Croácia |
| Total                            | Total                                | Total     | 12    | 12                  |

Feminino
| Torneio                           | Data                     | Sede      | Vagas | Classificados          |
| --------------------------------- | ------------------------ | --------- | ----- | ---------------------- |
| País-sede                         | –                        | –         | 1     | Brasil                 |
| Campeonato Mundial de 2015        | 2–18 de dezembro de 2011 | Dinamarca | 1     | Noruega                |
| Campeonato Europeu de 2014        | 7–19 de dezembro de 2010 | –         | 1     | Espanha                |
| Jogos Pan-Americanos de 2015      | 16–25 de julho de 2015   | Canadá    | 1     | Argentina              |
| Copa das Nações Africanas de 2015 | 20–25 de outubro de 2015 | Angola    | 1     | Angola                 |
| Torneio Pré-Olímpico Asiático     | 20–25 de outubro de 2015 | Japão     | 1     | Coreia do Sul          |
| Torneio Pré-Olímpico Mundial I    | 18–20 de abril de 2016   | França    | 2     | Países Baixos · França |
| Torneio Pré-Olímpico Mundial II   | 18–20 de abril de 2016   | Dinamarca | 2     | Romênia · Montenegro   |
| Torneio Pré-Olímpico Mundial III  | 18–20 de abril de 2016   | Rússia    | 2     | Rússia · Suécia        |
| Total                             | Total                    | Total     | 12    | 12                     |

Os torneios pré-olímpicos consistiram de três grupos de quatro equipes, em que todas se enfrentam, qualificando-se as duas primeiras. Os torneios foram disputados pelas:
- Seis melhores classificadas do Campeonato Mundial de 2015, não qualificadas através dos torneios continentais.
- Duas equipes do continente melhor classificado no Mundial de 2015 (Europa no masculino e no feminino), conforme sua colocação no torneio continental.
- A melhor equipe de cada um dos demais continentes, ainda não qualificada.
- Uma vaga para o melhor do pré-olímpico da Oceania, caso uma equipe do continente tenha terminado da 8ª a 12ª colocação no Mundial de 2015. Caso contrário, a vaga vai para o segundo melhor continente do Mundial (Ásia no masculino e América no feminino).

## Calendário
|           | Agosto | Agosto | Agosto | Agosto | Agosto | Agosto | Agosto | Agosto | Agosto | Agosto | Agosto | Agosto | Agosto | Agosto | Agosto | Agosto | Agosto | Agosto | Agosto |
| Handebol  | 3      | 4      | 5      | 6      | 7      | 8      | 9      | 10     | 11     | 12     | 13     | 14     | 15     | 16     | 17     | 18     | 19     | 20     | 21     |
| --------- | ------ | ------ | ------ | ------ | ------ | ------ | ------ | ------ | ------ | ------ | ------ | ------ | ------ | ------ | ------ | ------ | ------ | ------ | ------ |
| Feminino  |        |        |        | FG     |        | FG     |        | FG     |        | FG     |        | FG     |        | QF     |        | SF     |        | F      |        |
| Masculino |        |        |        |        | FG     |        | FG     |        | FG     |        | FG     |        | FG     |        | QF     |        | SF     |        | F      |

|  | Dia de competição |  | Dia de final |

## Medalhistas
O torneio masculino foi conquistado pela Dinamarca, que na final ganhou à França. A Alemanha foi bronze ao ganhar à Polônia. No torneio feminino, a Rússia, invicta, superou a França na final por uma curta margem sendo ouro, enquanto a Noruega levou a melhor sobre os Países Baixos para conquistar o bronze.
| Evento             | Ouro | Prata | Bronze |
| ------------------ | --- | --- | --- |
| Masculino detalhes | Niklas Landin Jacobsen Mads Christiansen Mads Mensah Larsen Casper Mortensen Jesper Nøddesbo Jannick Green Lasse Svan Hansen René Toft Hansen Henrik Møllgaard Kasper Søndergaard Henrik Toft Hansen Mikkel Hansen Morten Olsen Michael Damgaard DEN Dinamarca        | Olivier Nyokas Daniel Narcisse Vincent Gérard Nikola Karabatić Kentin Mahé Mathieu Grébille Thierry Omeyer Timothey N'Guessan Luc Abalo Cédric Sorhaindo Michaël Guigou Luka Karabatić Ludovic Fabregas Adrien Dipanda Valentin Porte FRA França          | Uwe Gensheimer Finn Lemke Patrick Wiencek Tobias Reichmann Fabian Wiede Silvio Heinevetter Hendrik Pekeler Steffen Weinhold Martin Strobel Patrick Groetzki Kai Häfner Andreas Wolff Julius Kühn Christian Dissinger Paul Drux GER Alemanha           |
| Feminino detalhes  | Anna Sedoykina Polina Kuznetsova Daria Dmitrieva Anna Sen Olga Akopian Anna Vyakhireva Marina Sudakova Vladlena Bobrovnikova Victoria Zhilinskayte Yekaterina Marennikova Irina Bliznova Ekaterina Ilina Maya Petrova Tatyana Yerokhina Victoriya Kalinina RUS Rússia | Laura Glauser Blandine Dancette Camille Ayglon Allison Pineau Laurisa Landre Grâce Zaadi Marie Prouvensier Amandine Leynaud Manon Houette Siraba Dembélé Chloé Bulleux Béatrice Edwige Estelle Nze Minko Gnonsiane Niombla Alexandra Lacrabère FRA França | Kari Aalvik Grimsbø Mari Molid Emilie Hegh Arntzen Ida Alstad Veronica Kristiansen Heidi Løke Nora Mørk Stine Bredal Oftedal Marit Malm Frafjord Katrine Lunde Linn-Kristin Riegelhuth Koren Amanda Kurtović Camilla Herrem Sanna Solberg NOR Noruega |

## Quadro de medalhas
| Ordem | País          | Medalha de ouro | Medalha de prata | Medalha de bronze |   | Ordem por total |
| ----- | ------------- | --------------- | ---------------- | ----------------- | - | --------------- |
| 1     | DEN Dinamarca | 1               |                  |                   | 1 | 2               |
|       | RUS Rússia    | 1               |                  |                   | 1 | 2               |
| 3     | FRA França    |                 | 2                |                   | 2 | 1               |
| 4     | GER Alemanha  |                 |                  | 1                 | 1 | 2               |
|       | NOR Noruega   |                 |                  | 1                 | 1 | 2               |
| TOTAL | TOTAL         | 2               | 2                | 2                 | 6 | —               |